# Aesopida sericea
Aesopida sericea là một loài bọ cánh cứng trong họ Cerambycidae.